# سازبندی

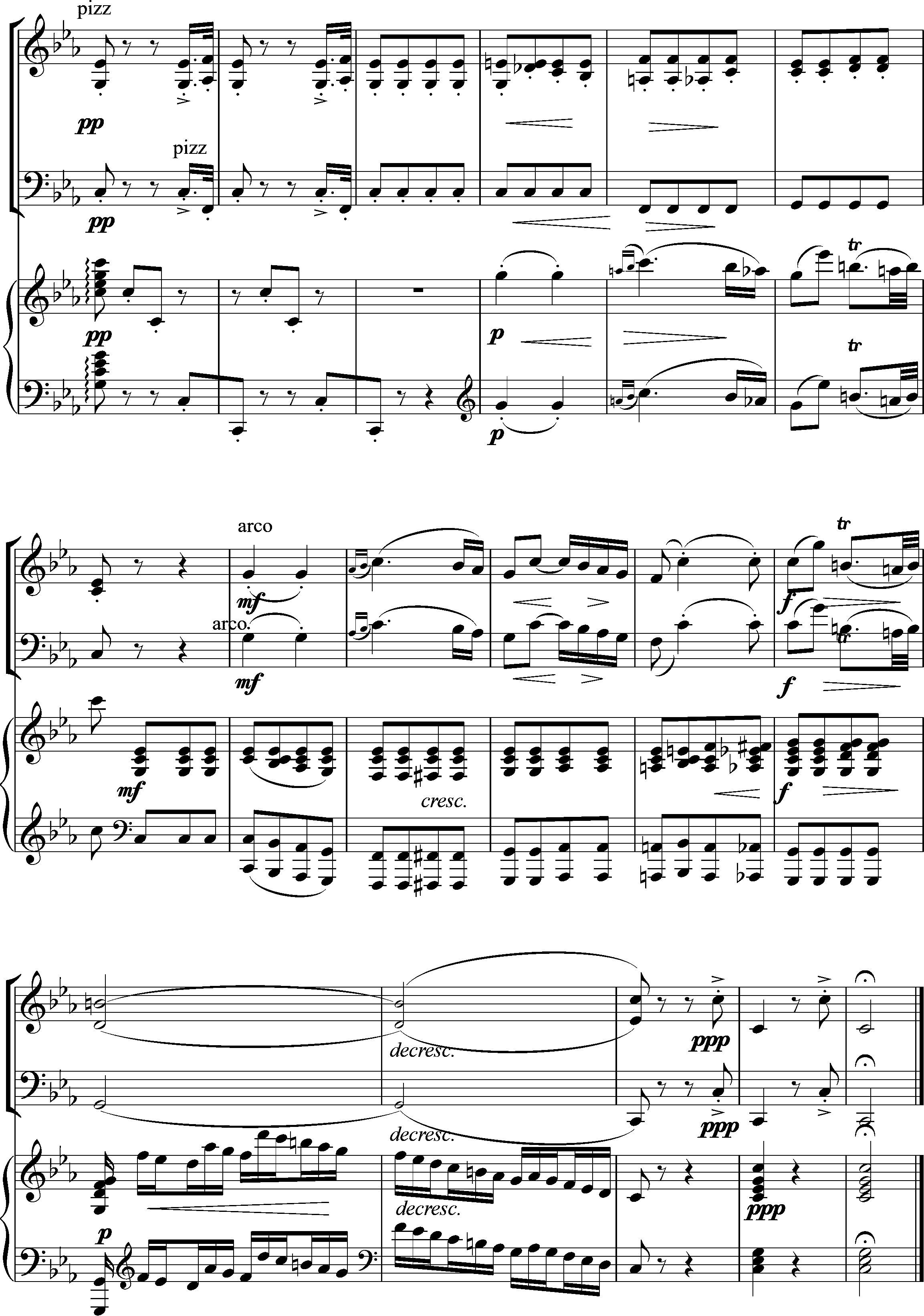
سازبندی

در موسیقی، سازبندی (انگلیسی: Instrumentation) ترکیب خاصی از سازهای به کار رفته در یک آهنگسازی و نیز ویژگی‌های آن سازها به شکل جداگانه است.